# Nandamuri Kalyan Ram
Nandamuri Kalyan Ram (Hyderabad, 5 de juliol de 1978) és un actor i productor de cinema indi que treballa al cinema Telugu o Tollywood, sector de Bollywood compost per les pel·lícules en Idioma telugu. Membre d'una nissaga dedicada al cinema, és fill de Nandamuri Harikrishna i Lakshmi. És un dels nets de l'influent actor, director i posteriorment polític Nandamuri Taraka Rama Rao. També té un altre germà actor, anomenat N. T. Rama Rao Jr. És el propietari de la productora de cinema N.T.R. Arts, anomenada com el seu avi. Ha estat el protagonista de pel·lícules com Athanokkade, Hare Ram i Pataas.